# Heribert Heick
Heribert Heick (* 9. Dezember 1933 in Regensburg; † 27. Februar 1995 ebenda) war ein deutscher Orgelbauer.

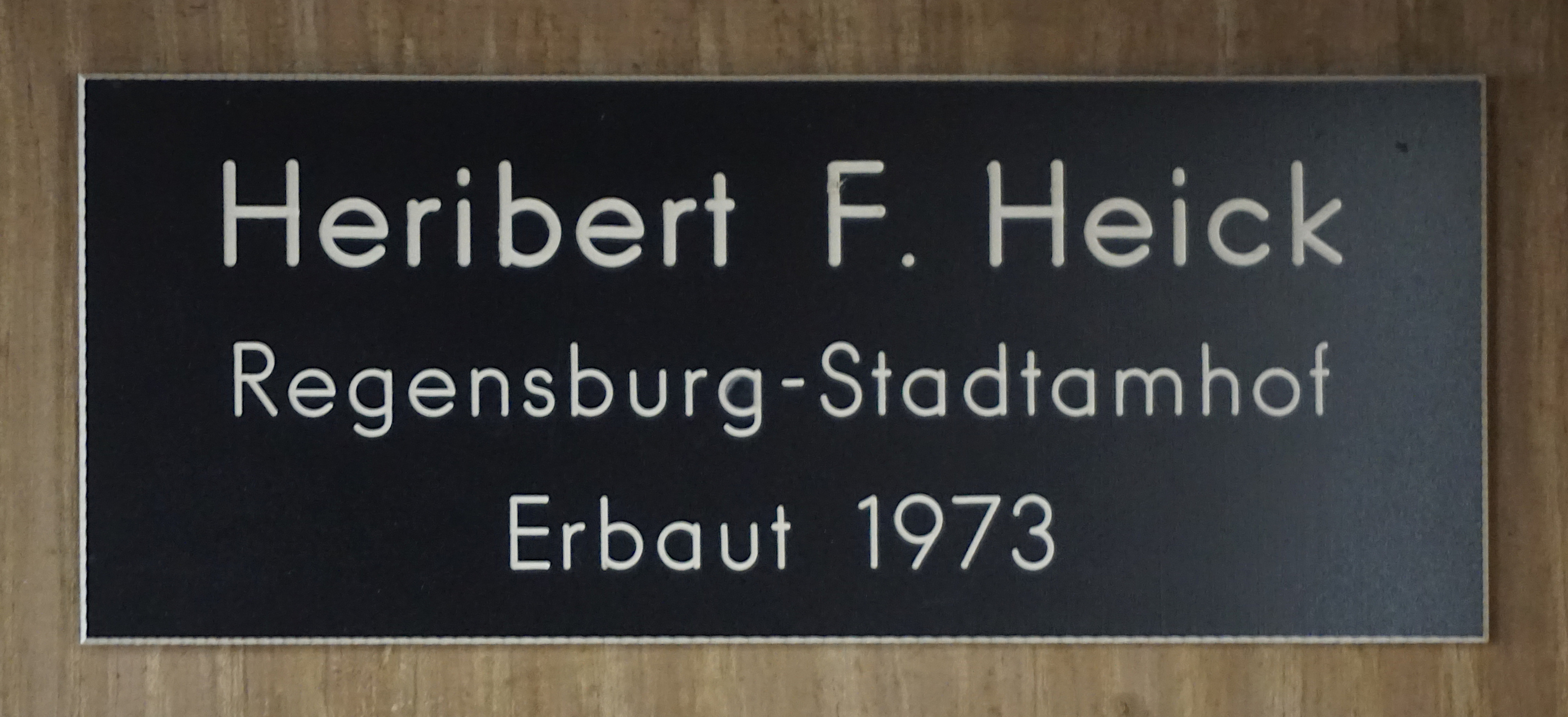
Orgelbauerschild von Heick

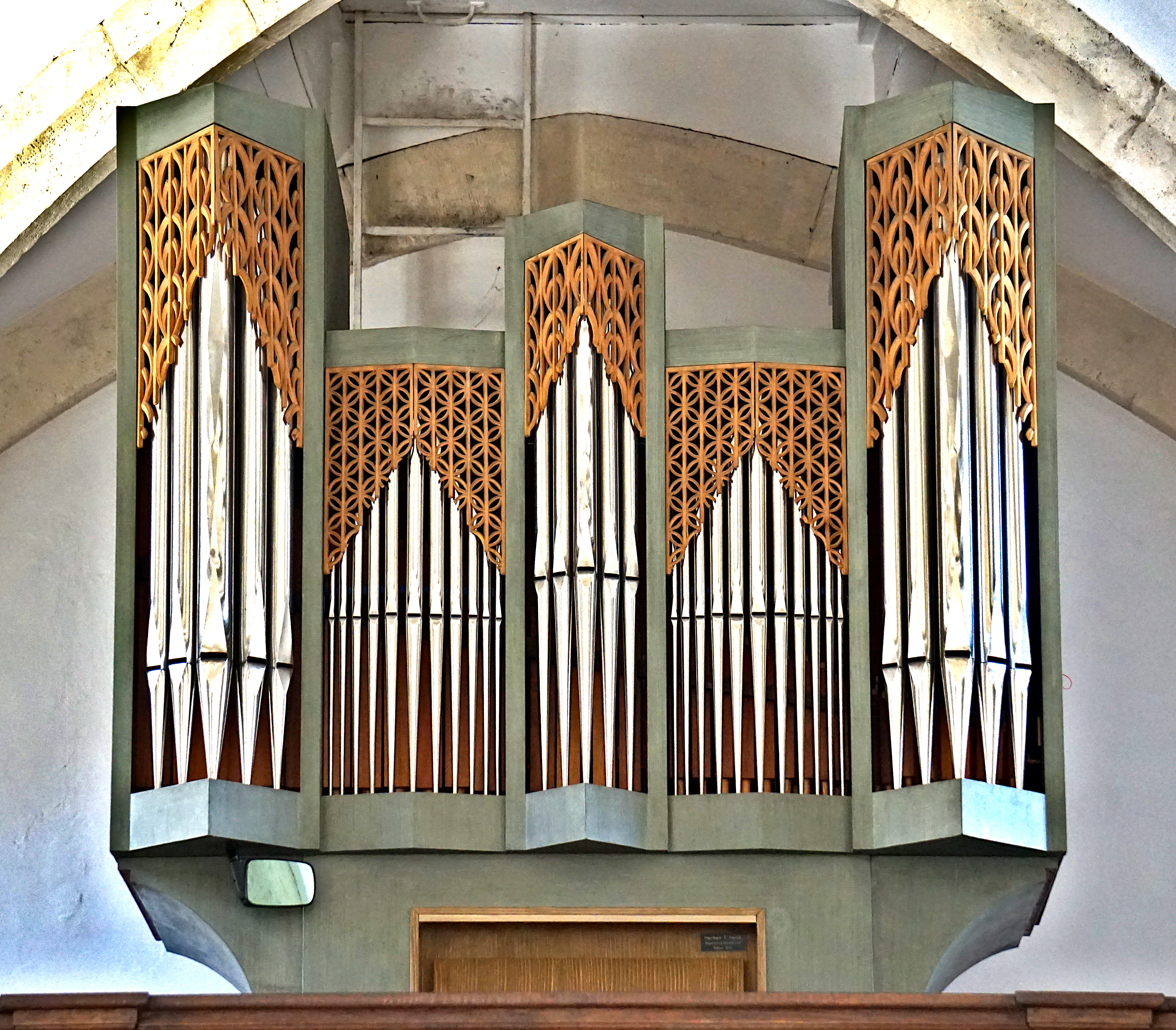
Heicks Orgel in der Spitalkirche St. Katharina in Regensburg

## Leben
Heribert Heick erlernte bei Eduard Hirnschrodt das Orgelbauerhandwerk und arbeitete daraufhin in diesem Betrieb. Nach Übernahme der Firma 1974/1975 durch die Orgelbaufirma Georg Jann blieb er weiterhin bei der Nachfolgerfirma angestellt, bis er sich 1988 selbstständig machte und vorwiegend als freier Intonateur und Restaurator in Niederbayern und der Oberpfalz tätig war. Dabei kamen ihm seine umfassenden Kenntnisse über die Pneumatik, die er in seiner Lehrwerkstatt erworben hatte, sehr zugute. Seine einzige selbst gebaute Orgel steht in der Kirche des Katharinenspitals in Regensburg.
Der von ihm 1988 gegründete Orgelbaubetrieb, mit Schwerpunkt Restaurierung, wird bis heute von seinem Sohn in Regenstauf und am Stammsitz Stadtamhof weiter geführt.